# Torajärvi (sjö i Ijo, Norra Österbotten, Finland)
Torajärvi eller Toralampi är en sjö i Finland. Den ligger i kommunen Ijo i landskapet Norra Österbotten, i den centrala delen av landet, 600 km norr om huvudstaden Helsingfors. Torajärvi ligger 88,8 meter över havet. Arean är 59,5 hektar och strandlinjen är 4,22 kilometer lång. Sjön  ingår i Kuivajokis huvudavrinningsområde. 